# Mikoláš Aleš

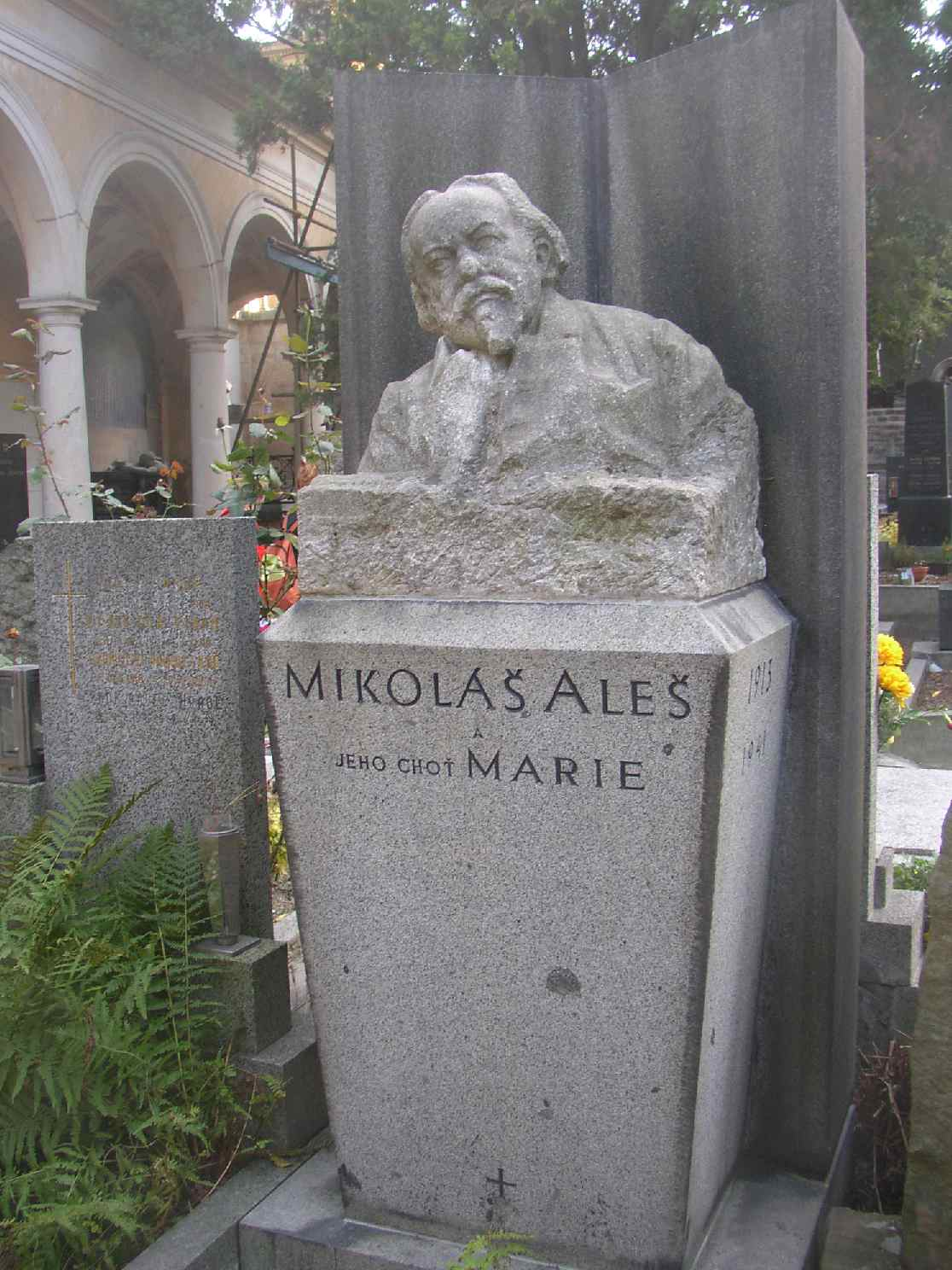
Bohumil Kafka, graf van Mikoláš Aleš in Praag, 1902

Mikoláš Aleš (Mirotice in Zuid-Bohemen, 18 november 1852 — Praag, 7 oktober 1913) was een Tsjechisch kunstschilder, tekenaar en illustrator van voornamelijk nationale historische onderwerpen.

## Leven
Aleš was de derde zoon van Veronika Fanfule en Frantisek Aleš, die klerk in Mirotice was. Ondanks de moeite die vader Frantisek had om brood op de tafel te brengen, beleefde Aleš een zorgeloze jeugd. Tijdens deze jonge jaren zou hij enorm veel indrukken verzamelen die later hun weg zouden vinden naar zijn werken.
Van 1858 tot aan de dood van zijn moeder Veronika in 1869 bezocht Aleš de lokale lagere en middelbare school. In 1869 trok hij naar Praag waar hij tot 1876 schilderkunst studeerde aan de Praagse Academie. Hij werd sterk beïnvloed door het werk van de schilder Josef Mánes, meer nog dan door zijn docenten. Hij realiseerde in deze periode een serie schilderijen, getiteld Vlast (Thuisland), die nog steeds te zien zijn als decoratie in het Nationaal Theater (Tsjechisch: Národní Divadlo) van Praag en het eerste hoogtepunt uit zijn carrière waren. Tijdens de zomervakanties keerde Aleš echter steeds terug naar zijn geboortestad. Hij legde het plattelandsleven dat hij daar zag vast in zijn werken.
In 1879 trouwde Aleš. In de jaren die daarop volgden werkte hij in een klein appartement in Praag, omdat hij zelf geen atelier bezat. Hij decoreerde ook voorgevels van huizen met schilderingen, gekrast in stucco, zgn. sgraffiti. Voorbeelden hiervan zijn te vinden in Praag, Plzeň en andere steden in Tsjechië, Slowakije, Bohemen en Moravië.
Aleš maakte werken voor magazines, tekstboeken, geïllustreerde boeken en gedichten. Hij schilderde en tekende verder onder andere diploma’s, uitnodigingen, speelkaarten, kalenders en briefkaarten.
Aleš is overleden op 7 oktober 1913 te Praag. Hij is begraven op het Vyšehradkerkhof te Praag.

## Werk
Net als zijn voorbeeld, Josef Mánes, schilderde Aleš vooral monumentale historische taferelen met een nationalistische inslag. Een voorbeeld van een dergelijk werk is het schilderij Ontmoeting van George van Poděbrad met Matthias Corvenius uit 1878 (Národní galerie v Praze).
Zijn werken tonen vaak de geest van het Tsjechische leven rond het einde van de negentiende eeuw.